# ロジャーズ・プレイス
ロジャーズ・プレイス（Rogers Place）は、カナダのエドモントンに所在する屋内アリーナ。アイスホッケーをはじめ様々な屋内スポーツに対応している。最寄り駅はエドモントンLRTマキュアン電停。